# Євангеліє учительне Кирила Транквіліона-Ставровецького
«Євангеліє учителноє» — учительне євангеліє, збірник проповідей Кирила Транквіліона Ставровецького; повна назва «Євангеліє Учителноє албо казаня на неделя през рок и на празники господскіє и нарочитим святим угодником божіим».
Видрукував автор власним коштом у своїй друкарні 9 листопада 1619 в маєтку Раїни Вишневецької-Могилянки у містечку Рохманів (нині село Шумського району Тернопільської області); має 181 аркуш.
У 1627 році, після того, як Кирило Ставровецький роком раніше перейшов в унію, за наказом московського царя Михаїла Федоровича всі примірники «Євангелія учительного» Ставровецького в Московському царстві підлягали спаленню, а інші твори автора було заборонено («чтоб та ересь и смута в мірѣ не была»).
1696 року перевидане в друкарні Унева на Львівщині.